# Acacia deficiens
Acacia deficiens är en ärtväxtart som beskrevs av Bruce R. Maslin. Acacia deficiens ingår i släktet akacior, och familjen ärtväxter. Inga underarter finns listade i Catalogue of Life.